# قلعه جوشین
قلعهٔ جوشین  (به ترکی آذربایجانی جوشون قلعه سی) یکی از قلعه‌های تاریخی شهرستان ورزقان در شمال استان آذربایجان شرقی است که در منطقه قره داغ (ارسباران) قرار دارد و این اثر در تاریخ ۲۷ اسفند ۱۳۸۶ با شمارهٔ ثبت ۲۲۵۴۰ به‌عنوان یکی از آثار ملی ایران به ثبت رسیده است.. قلعه جوشین در ۳۵ کیلومتری غرب ورزقان و ۳۰ کیلومتری شرق خاروانا و در محدوده ی جوشون چایی با فاصله ۲ کیلومتری از روستای جوشین و در منطقه‌ای کوهستانی و سخت‌گذر در بالای یک کوه مرتفع صخره‌ای قرار گرفته‌است.

## نامگذاری
نام این قلعه از نام روستای جوشین الهام گرفته شده‌است

## پیشینه

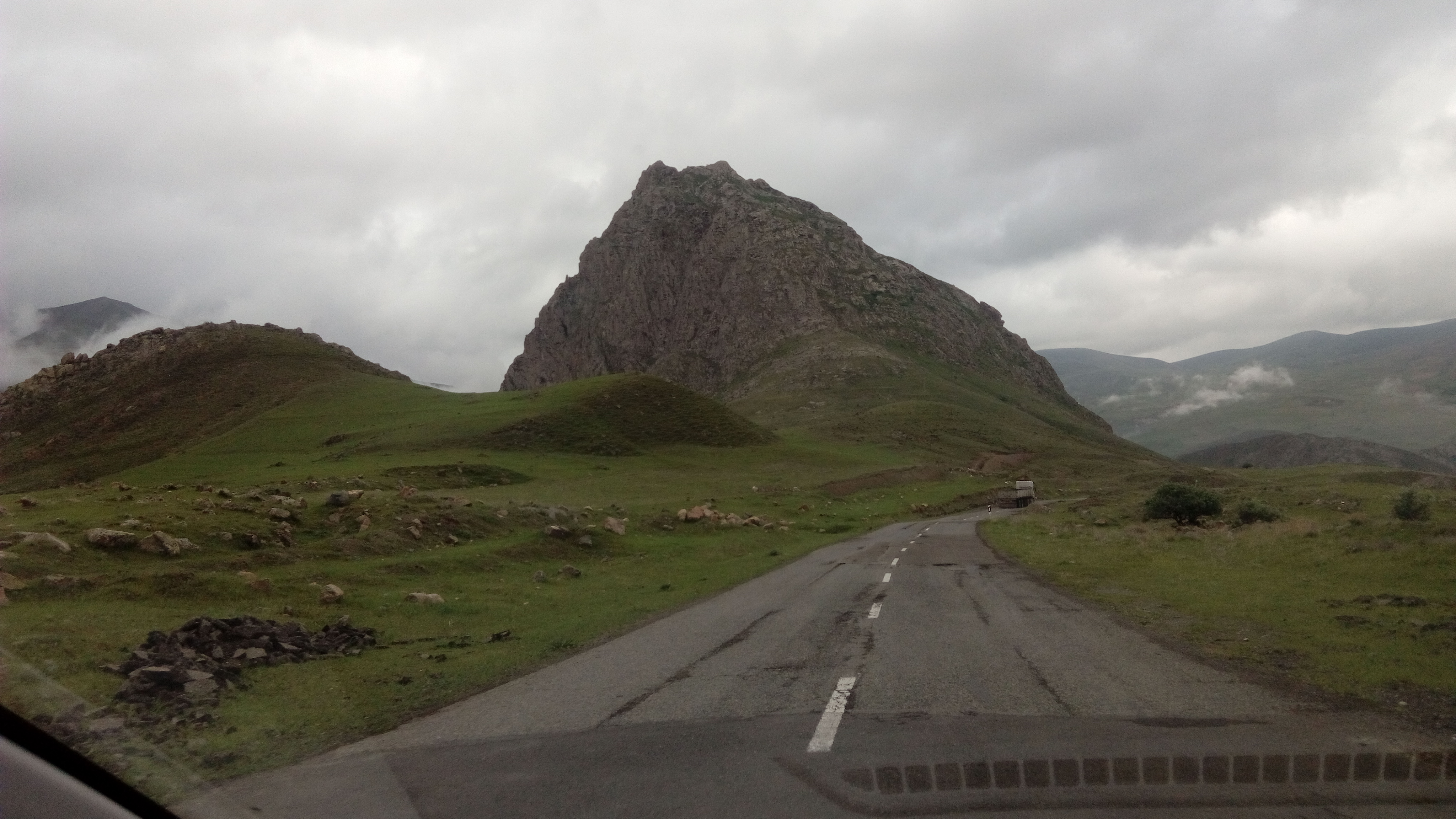
قلعه جوشین از جاده ورزقان - خاروانا

این قلعه در زمان قدیم یک مرکز فرماندهی و در پایین آن محل سکونت نیروهای دفاعی قرار داشته‌است. گفته می‌شود وقتی آتش در این قلعه مشتعل می‌شد از قلعه بابک، آغچه قلعه و قیزقلعه سی واقع در جمهوری آذربایجان دیده می‌شده‌است. این قلعه در حمله اعراب به ایران یکی از مراکز مقاومت بود. در گذشته گردنه صعب العبور جوشین در مجاورت قلعه جوشین عمده‌ترین مرکز تجمع راهزنان بوده‌است. این قلعه جنبه دفاعی داشته و گفته می‌شود در زمان حمله اعراب در زمان خلیفه دوم، قلعه جوشین مرکز مقاومت مردم محلی دیزمار بوده‌است و اعراب بارها شکست خورده در نهایت با خدعه توانستند این قلعه را تسخیر کنند.
دره رود جوشین ارتفاعات رشته کوه پیر سقا را از ارتفاعات قلعه جوشین جدا کرده‌است.
قلعه جوشین یکی از قلاع و دژ مستحکم انقلابیون تاریخ ارسباران آذربایجان بوده‌است که به محل توریستی و گردشگری تبدیل شده‌است.
با توجه به سفالینه‌های ۶۵۰۰ ساله اکتشاف شده قدمت این قلعهٔ جوشین به دوره نوسنگی هزاره اول قبل از میلاد مسیح بر می‌گردد.

## معماری

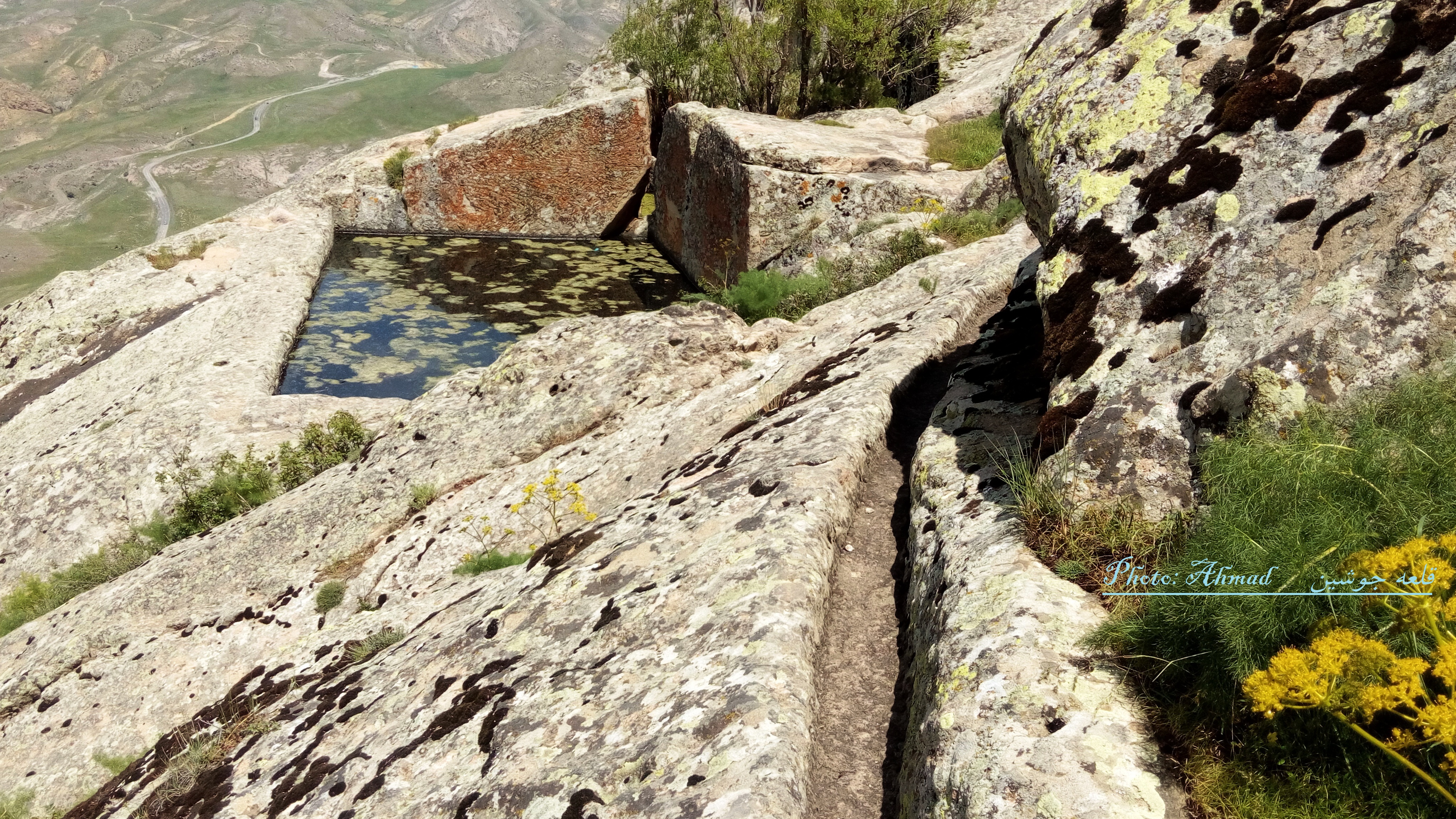
حوضچه‌هایی که جهت ذخیره آب باران و برف از دل سنگ کنده شده‌اند. کانالی که جهت جمع‌آوری و هدایت آبهای سطحی به داخل حوضچه‌ها قابل مشاهده است. حوضچه‌ای که داخل آن درخت بید روییده‌است به نام محلی (سوودی گول) معروف است

از مشخصه‌های بارز معماری این قلعه وجود پلکان‌های کنده شده در دل کوه و دیوارهای خشکه چین ساخته شده از سنگ درقسمت غربی آن بشمار می‌رود که، اینک به صورت آوار فروریخته نظر صعود کنندگان به را به خود جلب می‌کند.این پلکان ها که به زبان محلی قرخ پله نامیده شده‌اند یکی از راه های صعود افراد محلی به قلعه است که در طرف جوشین وجود دارد. همچنین درسکوهای بالای قلعه حوض و انبارهایی است که، به وسیلهٔ کانال‌ها و قنات‌های سطحی آب برف و باران به درون آن‌ها هدایت می‌شده‌است، درمحوطهٔ قلعه سفال‌های رنگین پیدا شده‌است به صورت چرخساز باخمیرمایهٔ موادکانی هستندکه، بسیار زیبا و ظریف و هنرمندانه ساخته شده‌اند.
ارتفاع قلعه از سطح دریا در حدود ۱۸۰۰ متر و ارتفاع صخره قلعه حدود ۳۰۰ متر و شیب سه طرف قلعه بسیار تند است و نمی‌توان بالا رفت. فقط از یک مسیر تنگ کوهستانی که در جهت روبروی امام‌زاده جوشین قرار دارد یک یا دو نفر به سختی می‌توانند صعود کنند.و یک مسیر پلکانی که از هزاران سال قبل برای صعود به قلعه استفاده میشده است و اکنون افراد محلی جوشین از آن استفاده میکنند. مسیر رفت از تبریز به ورزقان و از آنجا در جهت شمال غربی به طرف شهر خاروانا می‌باشد.
به گفتهٔ رئیس شورای ثبت آثار تاریخی استان در فهرست آثار ملی، تزئینات، بکاررفته روی سفالینه‌ها شامل نقوش کنده شده هندسی، موجی، نوارهای افقی و خطوط نقطه چین می‌باشد که، این تنوع و ظرافت درنوع خود منحصر به فرد است.
پله‌های ورودی این قلعه از سنگ تراشیده شده و همین‌طور به قوت خود باقی‌مانده‌اند، از بقایای قلعه دو صخره بزرگ در جناهین شرقی و غربی که احتمالاً برای دیدبانی استفاده می‌شده و حوضچه‌های حفر شده در داخل سنگ‌ها که برای ذخیره آب به کار می‌رفته‌است. تعدادی گودال‌های کوچک استوانه‌ای را نیز می‌توان نام برد که محل استقرار مشعل بوده‌است.
همچنین در زمین های جوشین دیوار‌های قلعه که حیاط قلعه را تشکیل میدادند بعد از هزاران سال حفظ شده‌اند و گردشگران میتوانند از طریق روستای جوشین از این دیوار های تاریخی دیدن کنند.
در دهه‌های اخیر و در فصل بهار بخصوص روز طبیعت قلعه جوشین و میزبان مهمانان روستاها و شهرهای دور و نزدیک و عاشقان طبیعت می‌باشد.

## نگارخانه

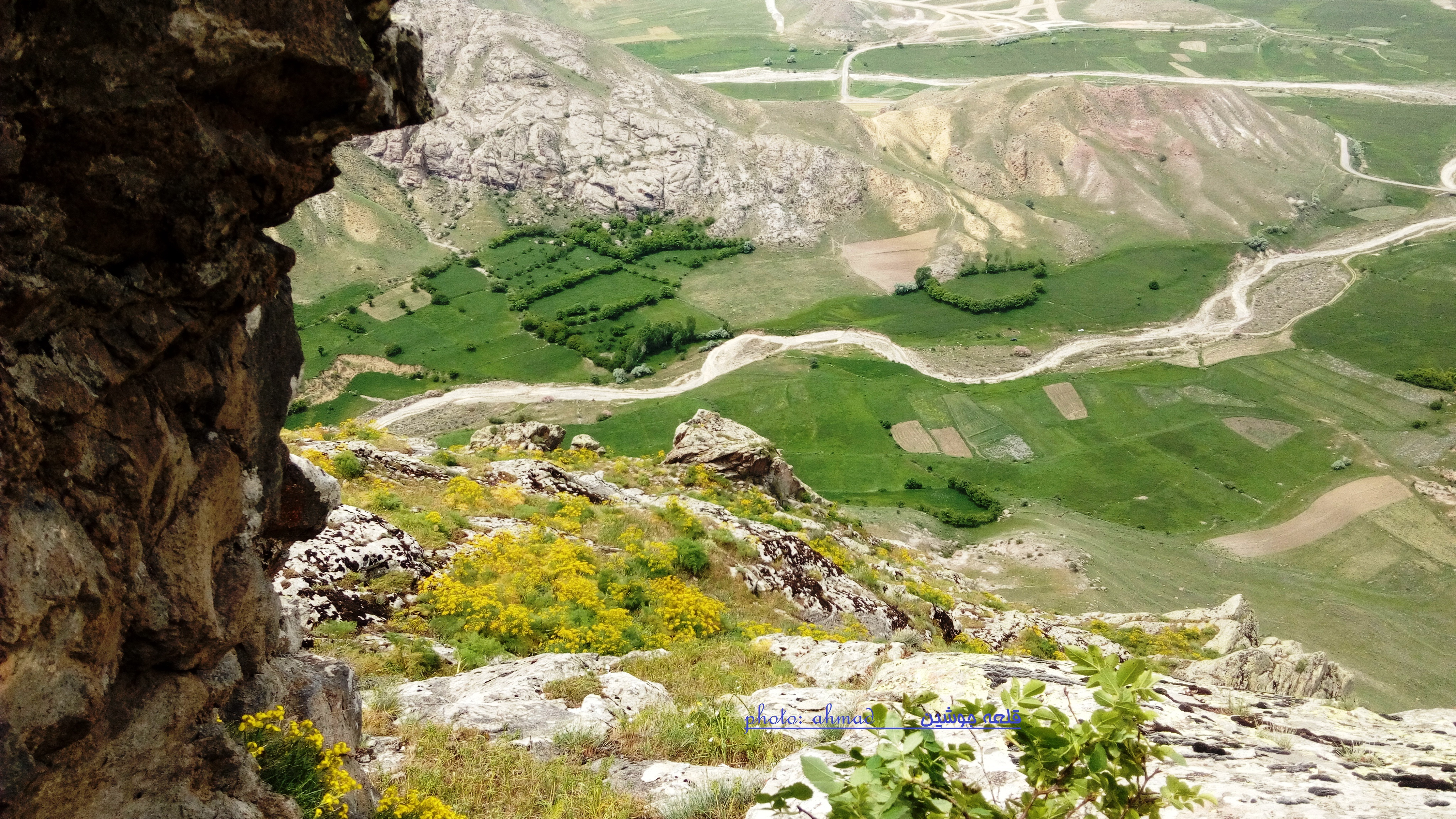
نمایی از بالای قلعه جوشین  که مزارع روستاهای جوشین و گال در آن دیده می‌شوند
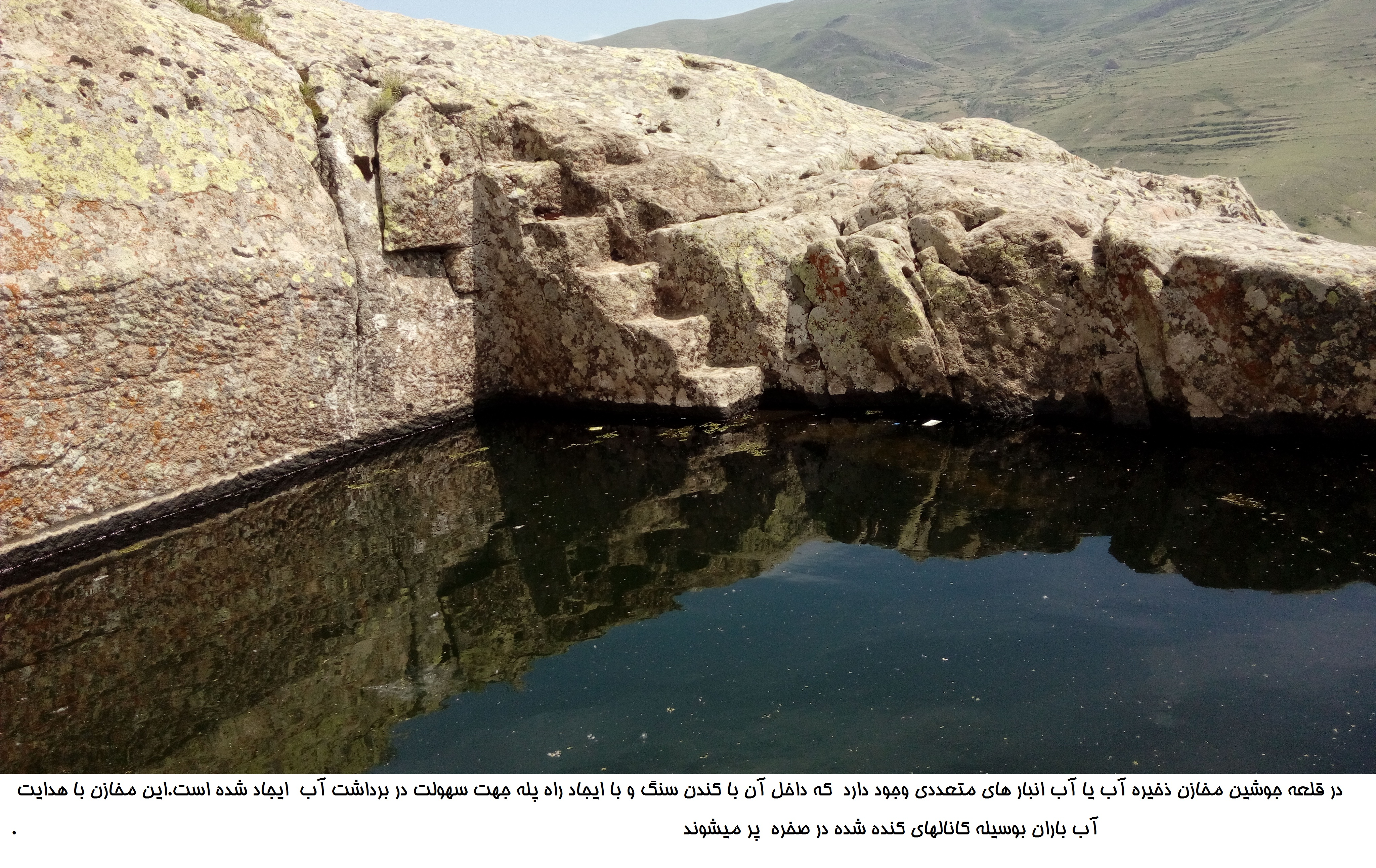
حوضچه‌ای همراه با راه پله که از دل سنگ کنده کاری شده‌است
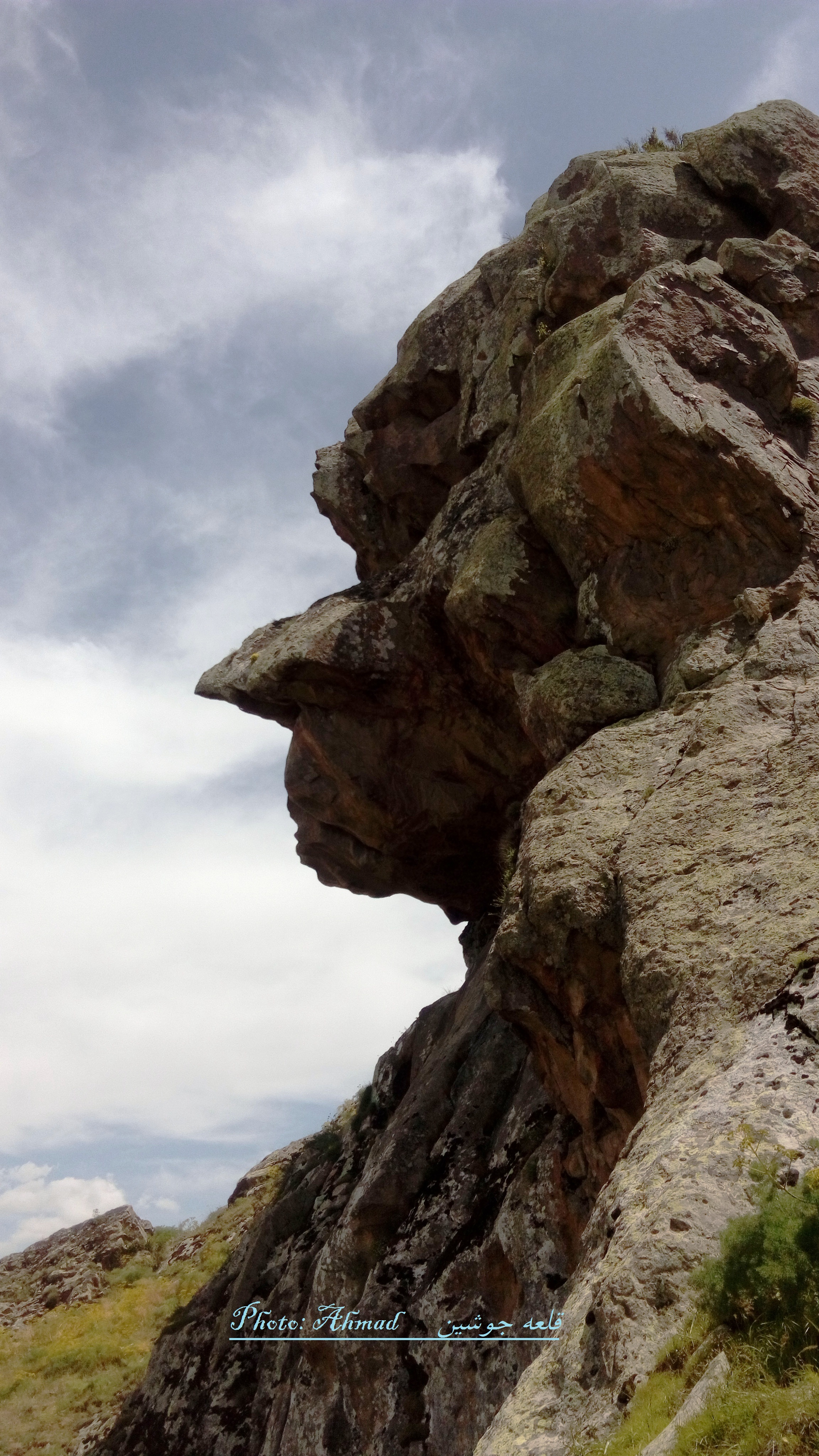
صخره‌ای  شبیه نیمرخ آدمک
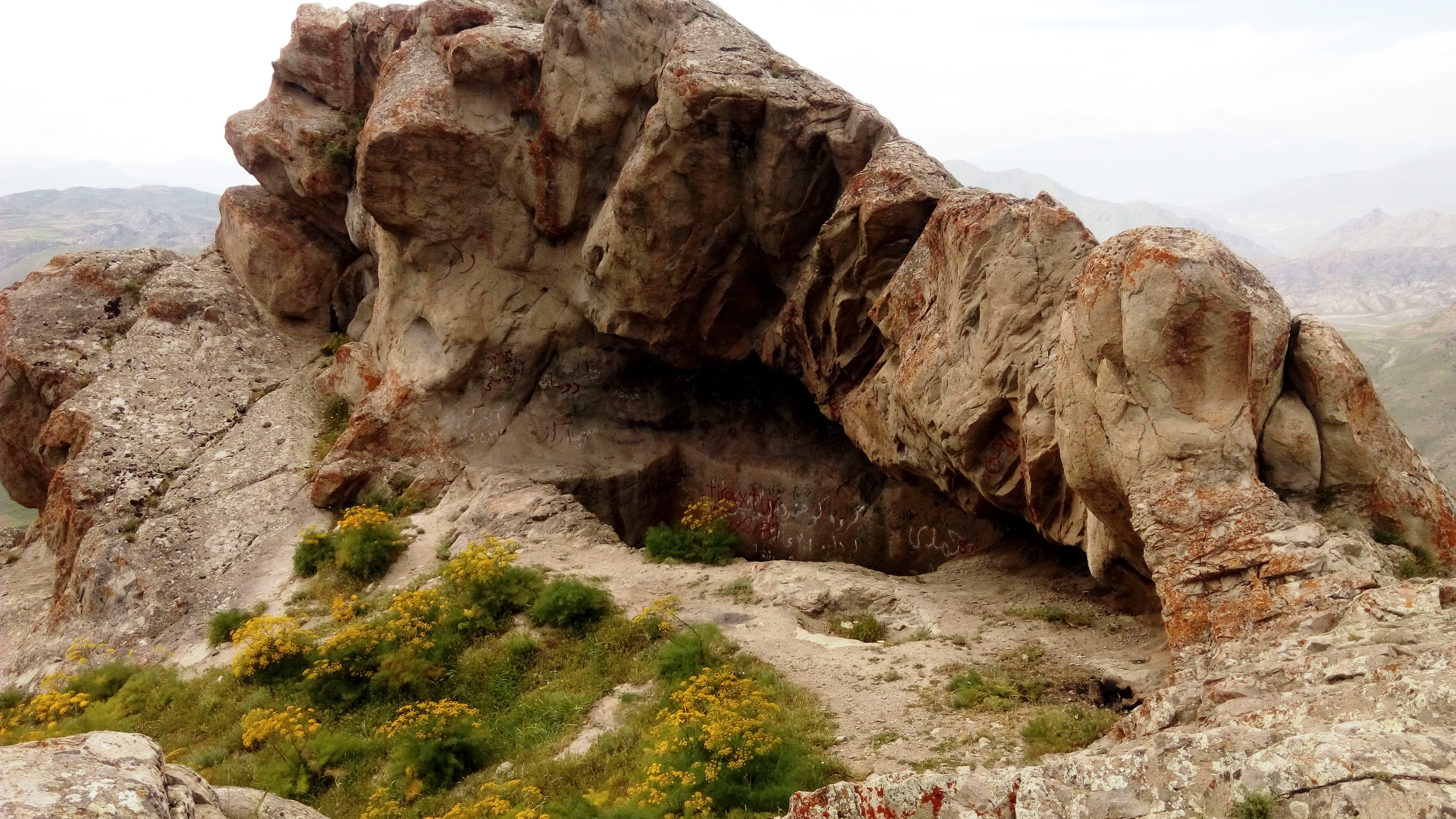
محل آسیاب قلعه جوشین که اکنون چیزی از بقایای آن باقی نمانده‌است.